# Witthaya Moonwong
Witthaya Moonwong (thailändisch วิทยา มูลวงศ์, * 9. Oktober 1993 in Nan) ist ein thailändischer Fußballspieler.

## Karriere

### Verein
Witthaya Moonwong erlernte das Fußballspielen in der Schulmannschaft der Bangkok Sports School in Bangkok. Seinen ersten Vertrag unterschrieb er beim Drittligisten Bangkok Christian College FC. Der Verein spielte in der Regional League Division 2 in der Region Bangkok. Mitte 2011 wechselte er zum Bangkok FC. Der Club spielte in der zweiten Liga, der Thai Premier League Division 1. Nach einem halben Jahr unterschrieb er einen Vertrag beim Erstligisten BEC Tero Sasana FC. Nach Vertragsunterschrift wurde er umgehend an den Drittligisten Kasem Bundit University FC ausgeliehen. Nach einem Jahr kehrte er zu BEC zurück. Im Anschluss ging er ebenfalls auf Leihbasis bis Ende 2014 zum Ligakonkurrenten Songkhla United FC nach Songkhla. Mit dem Verein stieg er Ende 2014 in die zweite Liga ab. 2015 wurde er von Songkhla fest verpflichtet. 2016 unterschrieb er einen Vertrag beim ebenfalls in der zweiten Liga spielenden PT Prachuap FC in Prachuap. Der Zweitligist Nakhon Pathom United FC nahm hin 2017 unter Vertrag. Nachdem der Verein keine vollständigen Lizenzierungsunterlagen für die Saison 2018 vorgelegt hatte, musste der Verein in die vierte Liga zwangsabsteigen. Witthaya Moonwong verließ den Club und schloss sich dem Zweitligisten Nongbua Pitchaya FC aus Nong Bua Lamphu an. Nach Vertragsende 2019 nahm ihn der Erstligist Trat FC aus Trat unter Vertrag. Am Ende der Saison 2020/21 musste er mit Trat als Tabellenvorletzter in die zweite Liga absteigen. Nach dem Abstieg wechselte er zur Saison 2021/22 zum Zweitligaabsteiger Uthai Thani FC. Mit dem Verein aus Uthai Thani spielte er in der Northern Region der Liga. Am Ende der Saison 2021/22 feierte er mit Uthai Thani die Meisterschaft der Region. In der National Championship, den Aufstiegsspielen zur zweiten Liga, belegte man den ersten Platz und stieg nach einer Saison in der Drittklassigkeit wieder in zweite Liga auf. Nach dem Aufstieg verließ er Uthai Thani. Im Juni 2022 unterschrieb er einen Vertrag beim Erstligisten Police Tero FC. Für den Hauptstadtverein bestritt er zwanzig Ligaspiele. Zu Beginn der Saison 2023/24 wechselte er im Juni 2023 zum ebenfalls in der ersten Liga spielenden Lamphun Warriors FC. Am 31. Mai 2025 stand er mit den Warriors im Finale des Thai League Cup. Hier traf man im BG Stadium auf Buriram United. Am Ende musste man sich mit 2:0 geschlagen geben.

### Nationalmannschaft
Witthaya Moonwong spielte von 2011 bis 2012 dreimal in der U-19-Nationalmannschaft. Einmal spielte er 2014 in der U-23.

## Erfolge
Uthai Thani FC
- Thai League 3 – North: 2021/22
- Thai League 3 – National Championship: 2021/22  ▲

Lamphun Warriors FC
- Thailändischer Ligapokalfinalist: 2024/25